# Tanjung Pecinan
Tanjung Pecinan is een bestuurslaag in het regentschap Situbondo van de provincie Oost-Java, Indonesië. Tanjung Pecinan telt 6670 inwoners (volkstelling 2010).